# Fin Ar Bed
Fin ar bed est une série télévisée en langue bretonne en 7 épisodes de 10 minutes. Il s'agit de la première série de fiction tournée et diffusée en langue bretonne.
La série a été diffusée sur France 3 Bretagne simultanément à la diffusion d'une série de fiction en langue corse sur France 3 Corse.

## Synopsis
La série suit le destin de trois personnages Fañch, Klet et Marie, dans un road trip de trois jours sous forme de course-poursuite sur les routes de Bretagne. Marie, femme d’affaires dans la cinquantaine fuyant ses problèmes de couple et de travail, rencontre Fañch, un vieil homme avec sa mystérieuse boîte à biscuits sous le bras. Les deux personnages rencontrent au même moment le jeune Klet pourchassé par son demi-frère et qui cherche à aller à Roscoff afin de prendre un bateau vers la Grande-Bretagne.

## Diffusion
La série a été coproduite par plusieurs chaînes de télévision, et diffusée à des périodes différentes sur chaque chaîne.
- France 3 Bretagne, diffusion sous titrée en français à partir du 30 septembre 2017.
- Tebeo, TébéSud et TV Rennes, diffusion sous titrée en français à partir du 6 octobre 2017.
- Brezhoweb, diffusion en breton sans sous titres à partir du 18 novembre 2017.

## Distribution
- Nolwenn Korbell : Marie
- Roger Stéphan : Fañch (l'acteur jouait le même rôle dans le pilote de la série en 2011[4])
- Kaou Langoët : Klet
- Tangi Daniel : Kévin
- Gilles Pennec : Job
- Joël Cudennec : Jakez
- Lors Jouin : M. Le Vigan
- Laors Skavenneg : Erwan
- Marion Rospars : Magalie

## Fiche technique
- Réalisation : Nicolas Leborgne
- Idée originale : Etienne Strubel
- Créateurs: Etienne Strubel, Nicolas Leborgne, Leonardo Valenti, Denis Rollier et Guillaume Grosse
- Scénario : Nicolas Leborgne, Leonardo Valenti, Denis Rollier et Guillaume Grosse
- Sociétés de production : Lyo production et Tita Productions

## Audiences
Le projet a été proposé sur plusieurs médias : des chaînes de télévision régionales (France 3 Bretagne, Tébéo, TébéSud, TV Rennes et la web TV Brezhoweb), sur Facebook, sur YouTube.  
La première publication du pilote a lieu le 29 septembre 2017 sur Facebook. L'audience moyenne est de 50 000 vues par épisode pour un total de 400 000.  
Selon l'association Films en Bretagne – Union des professionnels, sur France 3 Bretagne, les épisodes atteignent une audience de 12 000 téléspectateurs en moyenne. Selon actu.fr, environ 150 000 personnes ont regardé la série, mais le site web ne précise pas s'il s'agit de l'audience totale cumulée des sept épisodes ou si c'est une audience moyenne.  
Début juillet 2019, la série totalise 16 701 vues sur YouTube pour une moyenne de 2 385 par épisode (en version originale et version originale sous-titrée). 